# Залог (Крањ)
Залог (словен. Zalog) је насељено место у општини Крањ, Горењска регија, Словенија.

## Историја
До територијалне реорганизације у Словенији био је у саставу старе општине Крањ.

## Становништво
У попису становништва из 2011. године, Залог је имао 112 становника.
| Број становника према пописима | Број становника према пописима | Број становника према пописима |
| ------------------------------ | ------------------------------ | ------------------------------ |
| 1991                           | 2002                           | 2011                           |
| 67                             | 77                             | 112                            |

Напомена: Године 2016. извршена је мања размена територија између насеља Залог, Повље и Трстеник.